# نهر كينغز (كاليفورنيا)
نهر كينغز أو نهر الملوك (بالإنجليزية: Kings River) هو عبارة عن نهر يبلغ طوله 132.9 ميل (213.9 كـم)، يصرف سلسلة جبال سييرا نيفادا في وسط كاليفورنيا في الولايات المتحدة. تنشأ منابعه على طول سلسلة جبال سييرا كريست وحول منتزه كينغز كانيون الوطني، ويعتبر أحد أعمق مضايق الأنهار في أمريكا الشمالية. يصب النهر في بحيرة باين فلات قبل أن يتدفق إلى وادي سان جواكين (النصف الجنوبي من نهر سنترال فالي) جنوب شرق فريسنو. مع مساره العلوي والمتوسط في مقاطعة فريسنو، يتفرع نهر كينغز إلى فروع متعددة في مقاطعة كينغز، حيث تتدفق فروعه جنوبًا إلى قاع بحيرة تولاري القديم والباقي يتدفق شمالًا إلى نهر سان جواكين. ومع ذلك، يتم استهلاك معظم المياه للري.
سكن حوض نهر كينغز مجموعة اليوكوت و بعض الجماعات الأصلية الأخرى منذ آلاف السنين، وتم إستغلاله ضمن شبكة واسعة من الأراضي الرطبة الموسمية حول بحيرة تولير التي ضمت ملايين الطيور المائية والأسماك والحيوانات الأخرى، والتي بدورها وفرت القوت للشعوب الأصلية. كانت بحيرة تولير في يوم من الأيام أكبر بحيرة للمياه العذبة في غرب الولايات المتحدة. حاليا يروي النهر حوالي 1.1 مليون فدان (4500 كم2) من الأراضي الزراعية الأكثر إنتاجية في البلاد، ويستخدم أيضا على نطاق واسع لتوليد الطاقة الكهرومائية، والاستجمام القائم على المياه.

## روابط خارجية
- كتيب نهر كينغز